# De Carabao
De Carabao es un barrio rural del municipio filipino de tercera categoría de Culión, perteneciente a la provincia de Palawan en Mimaropa (Región IV-B).

## Geografía
El municipio de Culión, 270 km al norte de Puerto Princesa, se extiende por la totalidad de la isla de Culión y otras adyacentes, entre las de Busuanga al norte, Linapacán al sur y Corón a levante.
Todas forman parte del archipiélago llamado islas de Calamianes en el norte de la provincia de Paragua, en el estrecho de Mindoro, lengua de mar que comunica el mar de la China Meridional y el mar de Joló.
Este barrio indígena ocupa el extremo meridional de la isla, linda al norte con el barrio de Hesley; al sur,  donde se encuentra la bahía de Igay, con el Canal de Dicabaito,  que le separa de la isla de Decabaitot (Decabaitot Islands) en el municipio vecino de Linacapán; al este con  el mar de Joló frente al barrio de Bulalacao perteneciente al municipio vecino de Corón; y al oeste con la  Ensenada de Halsey que nos separa del barrio de Binudac, frente a la Isla de Álava.
Forman parte de este barrio las islas de Bankil, situada  a poniente en el Estuario de Coring que comunica con la ensenada de Halsey y la de Calumbuyán en el canal de Dicabaito.

### Demografía
El barrio de De Carabao contaba en mayo de 2010 con una población de 1508 habitantes.

## Historia
La isla de Culión formaba parte de la provincia española de  Calamianes, una de las de las 35 provincias de la división política del archipiélago Filipino, en la parte llamada de Visayas. Pertenecía a la audiencia territorial y Capitanía General de Filipinas, y en lo espiritual a la diócesis de Cebú.
El 12 de marzo de 2001 los barrios de  Burabod y Halsey, hasta entonces pertenecientes al municipio de Busuanga, quedan separados de dicho municipio pasando a formar parte desde entonces al municipio de Culión. Ese mismo día se crea el barrio de Carabao, para las comunidades culturales indígenas.
Este nuevo barrio grupa los siguientes sitios, todos hasta entonces pertenecientes a este municipio de Culión, a saber:  Bacutao, Baracuan, Binabaan, Cabungalen, Corong, De Carabao (Lumber Camp), Igay, Layanglayang, Marily Pula y Pinanganduyan.